# Agrupación Dramática de Barcelona
Agrupación Dramática de Barcelona (ADB) (1954 - 1963)  fue una institución fundada en Barcelona en 1954 como sección del Círculo Artístico de San Lucas con la finalidad de promover el teatro. Su presidente fue Ferran Soldevila y la dirección general fue asumida sucesivamente por Lluís Orduna, Pau Garsaball y Frederic Roda, quien le dio una orientación definitiva ecléctica. A pesar de las limitaciones que suponía no ser un grupo profesional significó el primer intento serio de la posguerra civil para incorporar las nuevas corrientes del teatro europeo en la escena catalana.

## Trayectoria
Funcionaba como una compañía independiente de intelectuales que velaban para fomentar un teatro nacional catalán y la promoción de autores teatrales catalanes noveles (cómo Josep Maria Benet y Jornet, Jordi Teixidor, Jaume Melendres, Alexandre Ballester, Ramón Gomis, Rodolf Sirera, Joan Abellán, entre otros) así como obras de teatro de autores catalanes no dramaturgos (Manuel de Pedrolo, Maria Aurèlia Capmany, Salvador Espriu, Joan Oliver) y para traducir obras de autores contemporáneos europeos (Bertolt Brecht, Jean Anouilh, Eugen Ionescu, Friedrich Dürrenmatt) que se caracterizaban por la renovación de los planteamientos teatrales.
Cuando en 1957 el gobierno español limitó la posibilidad de recitar en catalán la constancia de sus responsables y la presencia legal que le ofreció el Círculo Artístico de San Lucas hasta 1960 hicieron posible que se mantuviera la actividad.
En 1960 la ADB se independizó y se instaló en el Palau Dalmasses con otras entidades como Omnium Cultural. Entre los colaboradores estaban Carlota Soldevila, Jordi Sarsanedas y Albert Boadella, destando también el trabajo fotográfico de Pau Barceló.
En su seno se fundó en 1962 la compañía Els Joglars. 
La ADB se vio obligada a cerrar y disolverse por razones políticas en 1963 después de estrenar "La ópera de tres centavos" de Brech en el Palacio de la Música. Las autoridades franquistas argumentaron la orden de cierre con el hecho de que la agrupación no era una entidad registrada porque había dejado de ser una sección del Círculo Artístico de San Lucas. Su testigo fue recogido, entre otros por la Escuela de Arte Dramático Adrià Gual.

## Asociación Agrupación Dramática de Barcelona ADB - 2014
El 15 de mayo de 2014 se constituyó la Asociación ADB (Agrupación Dramática de Barcelona) para promover el Premio Frederic Roda de Teatro e incorporarlo a la Fiesta de las letras catalanas de la Noche de Santa Lucía. El premio se crea como reconocimiento al trabajo de una generación para la recuperación del teatro en Cataluña.